# Canda caraibica
Canda caraibica is een mosdiertjessoort uit de familie van de Candidae. De wetenschappelijke naam van de soort is voor het eerst geldig gepubliceerd in 1909 door Levinsen.